# Campofranco (rod)

Erb rodu Lucchesi Palli (Campofranco)

Campofranco byl italský šlechtický rod užívající příjmení a predikát Lucchesi Palli. Jeho zakladatelem byl Andreas Palli de Lucchisio připomínaný v polovině 11. století na Sicílii. Postupem doby byl rod několikrát povýšen do baronského stavu a v 17. století získal sicilsko-španělský knížecí (1625) a vévodský (1699) titul.

## Rod Campofranco v českých zemích
Carlo hrabě Lucchesi Palli, kníže di Campofranco, vévoda della Grazia, (1868–1951) se oženil s Henriettou, princeznou Salm-Salmovou (* 1875), která roku 1932 po své bezdětné tetě Anně Gustavě, rozené von Bornemann (1853–1932), vdově po hraběti Františku Lützowovi (1849–1916), známém historikovi, diplomatovi a čestném předsedovi českého olympijského výboru, zdědila panství Žampach. Knížata Campofranco vlastnila Žampach až do roku 1945, kdy jim byl zabaven zdejším Národním výborem. Henrietta však tento krok považovala za protiprávní a o svůj majetek bojovala až do roku 1948, kdy byl velkostatek zabrán definitivně. Její syn Alfred pobýval v Československu až do dubna 1950. Snažil se urovnat některé majetkové záležitosti a později odjel za rodiči do Florencie.

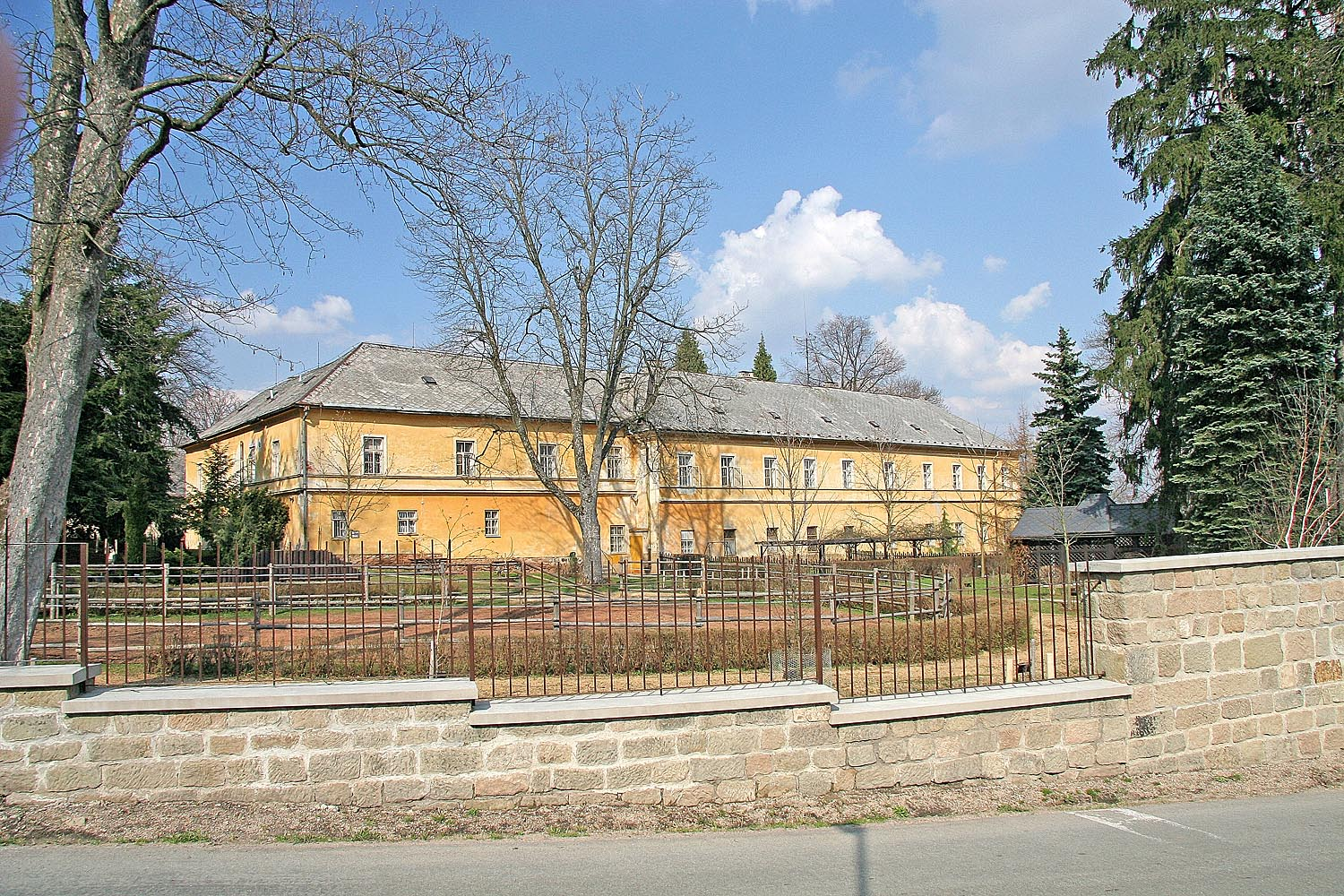
Zámek Žampach, v letech 1932–1945 sídlo knížat di Campofranco